# Prix Max-Mara

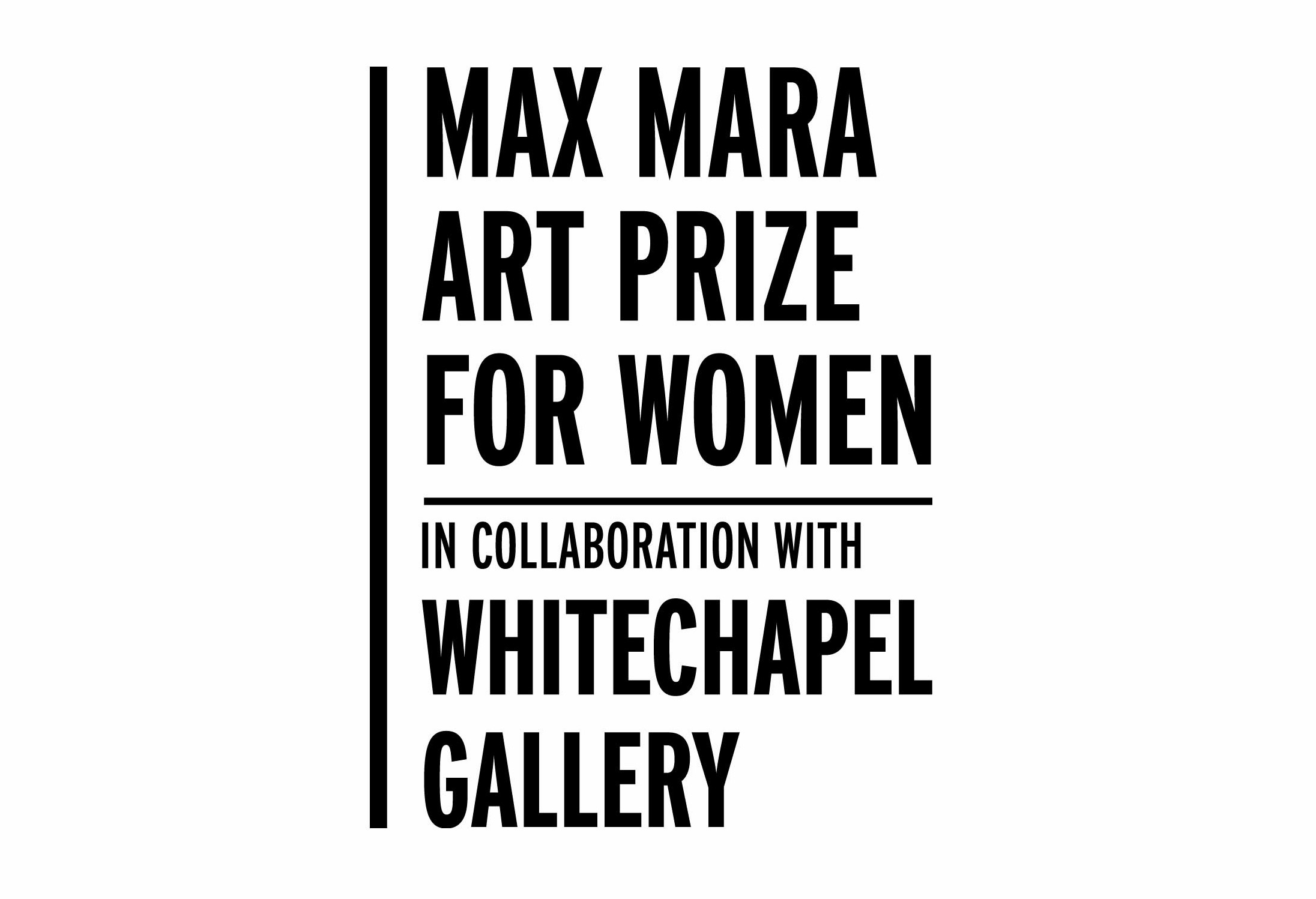
Affiche pour le Prix Max-Mara

Le Prix Max-Mara pour l'art contemporain est un prix décerné tous les deux ans à une jeune artiste basée au Royaume-Uni.   Il est organisé par la société de mode italienne Max Mara dont le fondateur Achille Maramotti (en) est un collectionneur d'art contemporain et la Whitechapel Gallery à Londres. Le prix comprend une résidence de six mois en Italie, au cours de laquelle l'artiste crée un projet artistique qui est ensuite exposé à la Whitechapel Gallery et à la Collection Maramotti à Reggio d'Émilie, en Émilie-Romagne dans le nord de l'Italie. Iwona Blazwick (en), curatrice de Whitechapel préside le prix Max-Mara. 

## Lauréates
- 2006 : Margaret Salmon (en), américaine, Glasgow[4]

- 2008 : Hannah Rickards (en), britannique, Londres[5]
- 2010 : Andrea Büttner, allemande[4]
- 2012 : Laure Prouvost, française, Londres[6]
- 2014 : Corin Sworn, Glasgow[7]
- 2016 : Emma Hart (artiste) (en), Royaume-Uni[8]
- 2018 : Helen Cammock (en), Grande-Bretagne[9]
- 2020 : Emma Talbot, Royaume-Uni[10]

## Voir également
- Liste des prix d'art européens (en)
- Liste de prix honorant les femmes